# Cosmopolitan Serbia
Cosmopolitan Serbia es la edición serbia de la revista de estilo de vida para mujeres Cosmopolitan. Su primer número se publicó en mayo de 2004, con Mischa Barton en la portada. La sede de la revista se encuentra en Belgrado. Además de Serbia, la revista se distribuye en Montenegro, Bosnia y Herzegovina y Macedonia del Norte.
La revista organiza anualmente "Race on the Heels" en varios lugares de Belgrado, como la calle principal Avenida Príncipe Miguel o el centro comercial Delta City.
Según SMMRI Pradex, el número de lectores de la revista era de 194.746 en mayo de 2011 y la edición presentaba a Ana Ivanovic en su portada con un vestido morado fotografiado por John Russo. Fue el número más vendido desde el número de octubre de 2004 cuando Keira Knightley apareció en la portada. Ivanović volvió a la portada, esta vez con un vestido blanco, en 2013.

## Editoras
- Nataša Davidov (2004–2011)
- Jelena Jovanović (2011–2013)
- Nasja Veljković (2013–2021)